# 长安十日
《长安十日》（又称《我的封城十日志》）是中国内地独立记者江雪撰写的网络文章，记录了从2021年12月下旬西安封城前夕到2022年1月3日在西安的见闻，于1月4日发布于微信公众号、百度百家号等中国内地自媒体平台，引发舆论热议和媒体关注，有观点称之为西安版方方日记。1月8日，此文因「內容違規」被中國大陸各個平台下架，前《環球時報》总编辑、时任该报特约评论员胡錫進表態支持該文作者江雪的評論文章也因違規被刪除。